# العلاقات الجامايكية المنغولية
العلاقات الجامايكية المنغولية هي العلاقات الثنائية التي تجمع بين جامايكا ومنغوليا.

## مقارنة بين البلدين
هذه مقارنة عامة ومرجعية للدولتين:
| وجه المقارنة                                              | جامايكا       | منغوليا         |
| --------------------------------------------------------- | ------------- | --------------- |
| المساحة (كم2)                                             | 10.99 ألف     | 1.57 مليون      |
| عدد السكان (نسمة)                                         | 2.95 مليون    | 3.08 مليون      |
| الكثافة السكانية (ن./كم²)                                 | 268.43        | 1.96            |
| العاصمة                                                   | كينغستون      | أولان باتور     |
| اللغة الرسمية                                             | لغة إنجليزية  | اللغة المنغولية |
| العملة                                                    | دولار جامايكي | توغروغ منغولي   |
| الناتج المحلي الإجمالي (بليون دولار)                      | 14.77 مليار   | 11.49 مليار     |
| الناتج المحلي الإجمالي (تعادل القوة الشرائية) بليون دولار | 24.79 مليار   | 36.16 مليار     |
| الناتج المحلي الإجمالي الاسمي للفرد دولار أمريكي          | 5.23 ألف      | 3.97 ألف        |
| الناتج المحلي الإجمالي للفرد دولار أمريكي                 | 8.88 ألف      | 11.95 ألف       |
| مؤشر التنمية البشرية                                      | 0.719         | 0.727           |
| رمز المكالمات الدولي                                      | +1876         | +976            |
| رمز الإنترنت                                              | .jm           | .mn             |
| المنطقة الزمنية                                           | 00            | ت ع م+08:00     |

## منظمات دولية مشتركة
يشترك البلدان في عضوية مجموعة من المنظمات الدولية، منها:
| علم المنظمة | اسم المنظمة                                                | تاريخ انضمام جامايكا | تاريخ انضمام منغوليا |
| ----------- | ---------------------------------------------------------- | -------------------- | -------------------- |
|             | يونسكو                                                     | 7 نوفمبر 1962        | 1 نوفمبر 1962        |
|             | وكالة ضمان الاستثمار متعدد الأطراف                         | 12 أبريل 1988        | 21 يناير 1999        |
|             | الأمم المتحدة                                              | 18 سبتمبر 1962       | 27 أكتوبر 1961       |
|             | العملية المشتركة للاتحاد الأفريقي والأمم المتحدة في دارفور | ?                    | ?                    |
|             | الاتحاد البريدي العالمي                                    | ?                    | ?                    |
|             | البنك الدولي للإنشاء والتعمير                              | 21 فبراير 1963       | 14 فبراير 1991       |
|             | الاتحاد الدولي للاتصالات                                   | 18 فبراير 1963       | 27 أغسطس 1964        |
|             | منظمة حظر الأسلحة الكيميائية                               | ?                    | ?                    |
|             | مؤسسة التمويل الدولية                                      | 31 مارس 1964         | 14 فبراير 1991       |
|             | المركز الدولي لتسوية المنازعات الاستشارية                  | 14 أكتوبر 1966       | 14 يوليو 1991        |
|             | منظمة التجارة العالمية                                     | ?                    | ?                    |
|             | منظمة الشرطة الجنائية الدولية                              | ?                    | ?                    |

## وصلات خارجية
- موقع وزارة الخارجية الجامايكية
- موقع وزارة الخارجية المنغولية